# Wratoogkrab
De wratoogkrab (Achaeus cranchii) is een krab uit de familie Inachidae, die waarschijnlijk niet voorkomt voor de Nederlandse en Belgische kust. De vermeldingen in de literatuur berusten vrij zeker op verkeerde determinaties (d'Udekem d'Akoz, 1988).

## Anatomie
De wratoogkrab heeft een min of meer driehoekig carapax, waarvan de lengte maximaal 12 mm bedraagt. Ze bezit gesteelde ogen, met halverwege een knobbeltje op de oogsteel. De ogen zijn niet terugklapbaar. De rugzijde van de carapax bezit tuberkels op de gezwollen gastricale (middelste), cardiacale en hepaticale regionen. Het gehele lichaam, poten incluis, is behaard en bedekt met korte, rechte en haakvormige setae. De wratoogkrab is meestal lichtbruin tot roodachtig bruin. De voorste rand van het rugschild bezit een kort, scherp tweetandig rostrum. De schaarpoten zijn vrij kort en dik, de pereopoden zijn lang en slank met een sikkelvormig gekromde dactylus.

## Verspreiding en ecologie
De wratoogkrab komt voor op zeegrasvelden en met algen begroeide rotsachtige bodems, vanaf de getijdenzone (zelden) tot op 70 m diepte. Het is een Oost-Atlantische soort die gevonden wordt van de westkust van Groot-Brittannië, tot aan Senegal en in de Middellandse Zee.

Ze camoufleren zich actief, vooral met algen.